# Стонингтон (остров)
Стонингтон — скалистый остров, лежащий в 1,8 км к северо-востоку от острова Нены в восточной части Маргерит-Бей у западного побережья Земли Грейама, Антарктида.
Длина острова 0,75 км с севера-запада на юго-восток, ширина 0,37 км, площадь 20 гектаров. Наибольшая высота 25 метров. Ранее соединялся снежным склоном к северо-восточному леднику на материке.

## История
Стонингтон остров был выбран для Базы E Антарктической программы США экспедиция (1939—41). Он был назван в честь Стонингтона — порта приписки яхты «Hero», в которой капитан Натаниэль Палмер увидел Антарктиду в 1820 году.
База была свёрнута в рамках Договора об Антарктике.
Сейчас остатки зданий и ближайшие окрестностей включены в заповедную зону.
500 га площади острова входят ключевые орнитологические территории. На этой площади располагается птичий базар с приблизительно 135 парами антарктических синеглазых бакланов. На острове также живут Южнополярные поморники и антарктические крачки.